# Åryds socken
Åryds socken i Blekinge ingick i Bräkne härad, uppgick 1967 i Karlshamns stad och området ingår sedan 1971 i Karlshamns kommun och motsvarar från 2016 Åryds distrikt i Blekinge län.
Socknens areal är 90,74 kvadratkilometer, varav land 86,55. År 2000 fanns här 980 invånare. Tätorten Åryd med Åryds kyrka ligger i denna socken.  

## Administrativ historik
Socknen har medeltida ursprung med kyrka byggd under 1200-talet, som revs under mitten av 1800-talet. Se vidare Åryds kyrka. 
Vid kommunreformen 1862 övergick socknens ansvar för de kyrkliga frågorna till Åryds församling och för de borgerliga frågorna till Åryds landskommun. Landskommunen inkorporerades 1952 i Hällaryds landskommun och uppgick 1967 i Karlshamns stad som 1971 uppgick i Karlshamns kommun. Församlingen uppgick 2021 i Karlshamns församling.
1 januari 2016 inrättades distriktet Åryd, med samma omfattning som församlingen hade 1999/2000. 
Socknen har tillhört fögderier, tingslag och domsagor enligt vad som beskrivs i artikeln Bräkne härad.
Socken indelades fram till 1901 i 35 båtsmansshåll, vars båtsmän tillhörde Blekinges 5:e (3:e före 1845) båtsmanskompani.

## Geografi
Åryds socken ligger öster om Karlshamn och sträcker sig från kusten med skärgård nästan upp till smålandsgränsen. Socknen består av bergshöjder i kustlandet, smala dalbygder i söder och skogsbygder i norra delen.

### Några orter i Åryds socken
Byar, gårdar och torp enligt kyrkoböckerna: Eriksberg (med Adolfsberg, Allbölelund, Björnahemmet, Bokhagen, Båtshakelund, Carl Stellans Park, Charlottenberg, Christineberg, Draget, Dragsö, Dragsölund, Färsksjötorpet, Greppahemmet, Gräsvik, Hallarummet, Horsö, Horsösund, Högaholm, Johanneshem, Karlsborg, Kohagen, Korran, Kroksvik, Kvarnslätt, Kyrkostadskälla, Kyrkostadslund, Lugnet, Lusthagen, Markaledet, Planthagen, Reinholdsdal, Rosenborg, Rävakås, Sandslätt, Skolhuset, Skärydstorpet, Slätten, Stenhuggeriet, Stenås, Svensborg, Svenstorp, Sågtorpet, Tegelbruket, Törnholmssund), Rörvik (med Skogsmotorpet),  Guemåla, Åryd (med Galtalid, Galtatorp, Garveriet, Grinden, Korslien, Kvarnen, Lastageplatsen, Skolhuset, Sockenhuset), Guö (med Bernts villa), Guövik, Köpegårda,  Björnö, Tjärö, Turajorden, Turakvarn, Skepparslätt,  Edstorp, Skiftesholmen, Gundlatorp,  Djurtorp,  Tockarp,  Märserum (med fattigstugan, Kroken),  Hätteboda, Havakulle, Gunnarstorp, Haga,  Törneryd (med Mejeriet, Skolhuset), Halahult, Högahult, Svarvaremåla (med Kvarnen), Borvidsmåla (med skolhuset), Hjärtsjömåla, Bökemåla, Bökemåla Bygge, Öjasjömåla, Tyskamöllan.

## Fornminnen
Enmansgravar från stenåldern finns vid Tockarp och Törnryd. Gravrösen finns på bergen i kustlandet, där också ett tiotal uppallade stenar ingår.

## Namnet
Namnet (1400-talet Arydh), taget från byn med detta namn, innehåller å syftande på vattendraget i kyrkbyn och ryd, röjning.

## Befolkningsutveckling
| Befolkningsutvecklingen i Åryds socken 1750–1990                                                        | Befolkningsutvecklingen i Åryds socken 1750–1990 | Befolkningsutvecklingen i Åryds socken 1750–1990 | Befolkningsutvecklingen i Åryds socken 1750–1990 | Befolkningsutvecklingen i Åryds socken 1750–1990 |
| --- | ------------------------------------------------ | ------------------------------------------------ | ------------------------------------------------ | ------------------------------------------------ |
| |                                                  |                                                  |                                                  |                                                  |
| År |                                                  |                                                  | Folkmängd                                        |                                                  |
| 1750 | 1750                                             |                                                  | 440                                              |                                                  |
| 1760 | 1760                                             |                                                  | 829                                              |                                                  |
| 1769 | 1769                                             |                                                  | 950                                              |                                                  |
| 1780 | 1780                                             |                                                  | 1 128                                            |                                                  |
| 1790 | 1790                                             |                                                  | 1 107                                            |                                                  |
| 1800 | 1800                                             |                                                  | 955                                              |                                                  |
| 1810 | 1810                                             |                                                  | 1 152                                            |                                                  |
| 1820 | 1820                                             |                                                  | 1 532                                            |                                                  |
| 1830 | 1830                                             |                                                  | 1 705                                            |                                                  |
| 1840 | 1840                                             |                                                  | 1 925                                            |                                                  |
| 1850 | 1850                                             |                                                  | 2 197                                            |                                                  |
| 1860 | 1860                                             |                                                  | 2 474                                            |                                                  |
| 1870 | 1870                                             |                                                  | 2 718                                            |                                                  |
| 1880 | 1880                                             |                                                  | 3 036                                            |                                                  |
| 1890 | 1890                                             |                                                  | 3 046                                            |                                                  |
| 1900 | 1900                                             |                                                  | 2 858                                            |                                                  |
| 1910 | 1910                                             |                                                  | 2 799                                            |                                                  |
| 1920 | 1920                                             |                                                  | 2 471                                            |                                                  |
| 1930 | 1930                                             |                                                  | 2 212                                            |                                                  |
| 1940 | 1940                                             |                                                  | 1 926                                            |                                                  |
| 1950 | 1950                                             |                                                  | 1 681                                            |                                                  |
| 1960 | 1960                                             |                                                  | 1 345                                            |                                                  |
| 1970 | 1970                                             |                                                  | 1 065                                            |                                                  |
| 1980 | 1980                                             |                                                  | 1 106                                            |                                                  |
| 1990 | 1990                                             |                                                  | 1 056                                            |                                                  |
| Anm: Källor: Umeå universitet - Tabellverket 1749-1859, Demografiska databasen, CEDAR, Umeå universitet |                                                  |                                                  |                                                  |                                                  |

## Övrigt
Eriksbergs viltpark som ligger på Eriksbergs herrgårds marker vilken zoologen, författaren och naturfotografen Bengt Berg köpte 1938 för att använda för forskning om bland annat kronhjort. Eriksbergs viltpark är nu möjlig att besöka för att se djurlivet, naturen och resterna av de torp som fanns. Det finns även möjlighet till boende på herrgården.
Åryds Sparbank, som framgångsrikt bedrivit lokal bankverksamhet sedan 1881, ingår numera i Sparbanken Eken.

### Fotnoter
1. ↑  Svensk Uppslagsbok Åryds socken
2. 1 2  Harlén, Hans; Harlén Eivy (2003). Sverige från A till Ö: geografisk-historisk uppslagsbok. Stockholm: Kommentus. Libris 9337075. ISBN 91-7345-139-8
3. ↑  ”Församlingar”. Statistiska centralbyrån. https://www.scb.se/hitta-statistik/regional-statistik-och-kartor/regionala-indelningar/forsamlingar/. Läst 30 december 2022.
4. ↑  "Ostkanten" om Blekinge och Södra Möres båtsmän
5. 1 2  Sjögren, Otto (1932). Sverige geografisk beskrivning del 3 Blekinge, Kristianstads, Malmöhus och Hallands län samt staden Göteborg. Stockholm: Wahlström & Widstrand. Libris 9940
6. 1 2 3  Nationalencyklopedin
7. ↑  Fornlämningar, Statens historiska museum: Åryds socken
8. ↑  Fornminnesregistret, Riksantikvarieämbetet: Åryds socken Fornminnen i socknen erhålls på kartan genom att skriva in sockennamn (utan "socken") i "Ange geografiskt område"